# Nototriche jamesonii
Nototriche jamesonii är en malvaväxtart som beskrevs av Arthur William Hill. Nototriche jamesonii ingår i släktet Nototriche och familjen malvaväxter. Inga underarter finns listade i Catalogue of Life.

## Bildgalleri

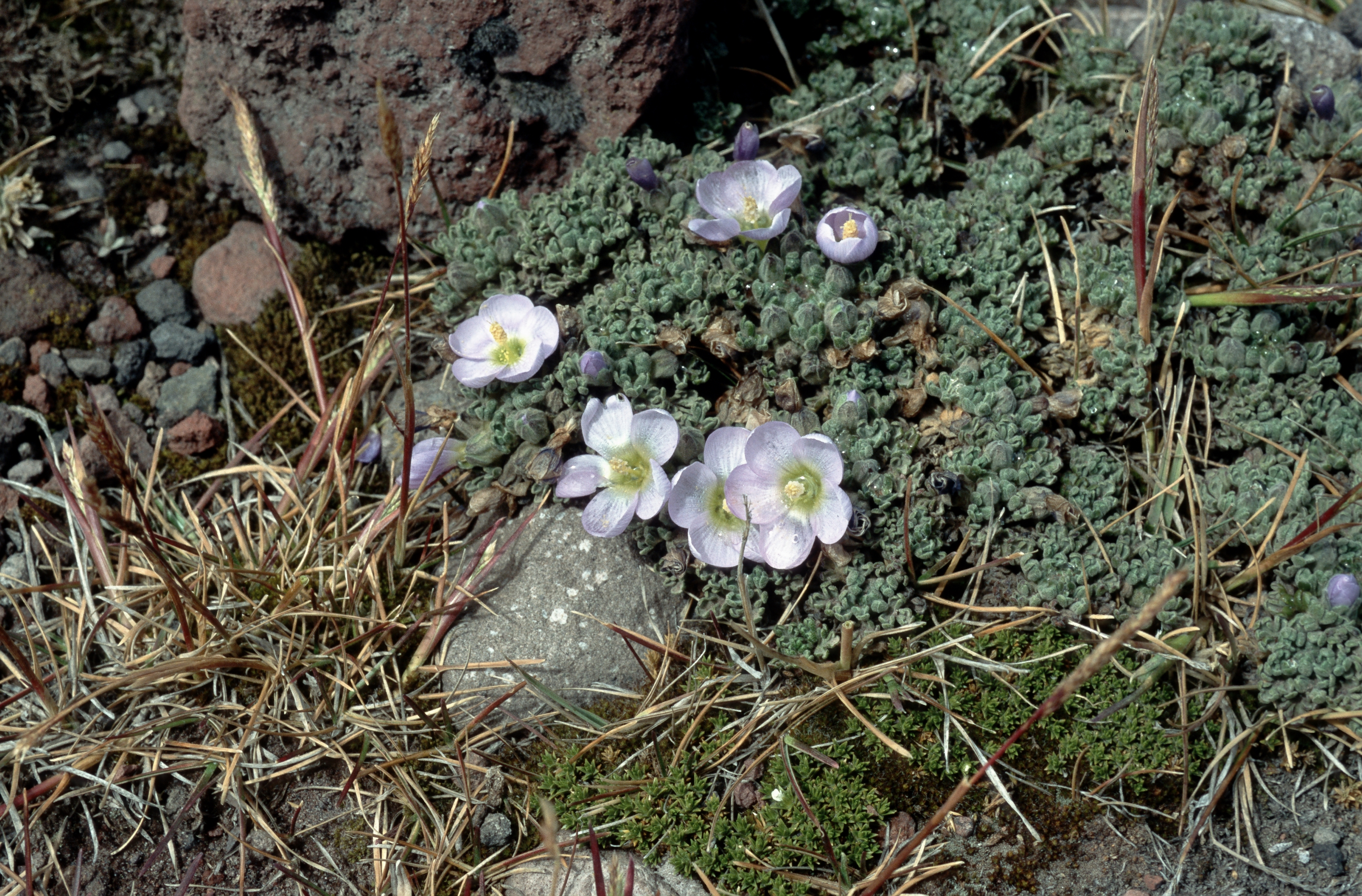